# 나카촌 (시즈오카현)
나카촌(中村)은 시즈오카현의 서부, 기토군, 오가사군에 속했던 촌이다.

## 지리
현재의 가케가와시 또는 기쿠가와시에 해당하며, 기쿠가와강 중류 우안 지역에 위치한다. 촌의 면적은 5.10평방킬로미터였다.

## 역사
- 1889년 4월 1일 - 정촌제 시행에 의해 기토군 나카촌이 성립하였다.
- 1896년 4월 1일 - 군 개편에 의해 오가사군에 속하게 되었다.
- 1956년 9월 30일 - 기토촌에 편입해, 동일 나카촌은 폐지되었다.

## 경제
나카촌의 주요 산업은 농업을 중심으로 한 제1차 산업이었다. 1934년에 발행된 『신찬향토사체계』에 의하면, 나카촌에서는 농산물 3만7000엔을 산출하고 있는데, 「다른 생업은 전혀 영위되고 있지 않다」라고 되어 있어, 「순농촌」이라고 평가되고 있다

## 신사기관
촌내에는 다수의 신사가 진좌하고 있어 사람들의 신앙을 모으고 있다. 촌으로서는 야사카 신사, 야와타 신사, 신메이 신사, 아카야마 신사, 쓰시마 신사 등 5개사가 진좌하고 있었다. 촌내 신사의 대부분은 촌에 만쇼지가 창건된 후에 지어졌다. 또, 고텐진성 전투 직후에 창건이나 재흥된 것이 많은데, 이것은 전란으로 피난을 강요당하고 있던 주민이 귀촌해 제사를 재흥했기 때문으로 보인다. 구체적으로는 1086년에 소가 신사가 창건되고, 같은해 오토쿠 2년에 덴노사가 권청되었다. 1447년에는 야와타사가[4], 1491년에는 신메이사가, 각각 창건되었다. 1586년에는 아카야마신사가 창건되고, 1587년에는 야사카사·야와타사가 수축됨과 동시에, 같은 해에는 스와신사도 창건되었다. 1649년에는 하쿠야마신사가 창건되었다.

## 참고문헌
- 『가도카와 일본 지명 대사전 22 静岡県』。